# Victor Ambros
Victor R. Ambros, ameriški molekularni biolog in akademik, nobelovec, * 1. december 1953, Hanover, New Hampshire, Združene države Amerike.
Znan je po raziskovalnem sodelovanju z Garyjem Ruvkunom, s katerim sta kot podoktorska raziskovalca v laboratoriju kasnejšega nobelovca H. Roberta Horvitza na Tehnološkem inštitutu Massachusettsa v zgodnjih 1990. letih odkrila interakcijo med genoma lin-4 in lin-14, ki določa hitrost razvoja pri glisti Caenorhabditis elegans. Izkazalo se je, da mehanizem interakcije vključuje nov razred molekul RNA, t.i. mikro-RNA, ki regulirajo izražanje genov. Te so kasneje odkrili pri številnih živalih, kar je odprlo novo področje raziskav v molekularni biologiji. Za ta dosežek sta z Ruvkunom prejela številne nagrade, med njimi Nobelovo nagrado za fiziologijo ali medicino leta 2024.
Ambros zdaj deluje kot profesor na medicinski fakulteti Univerze Massachusettsa.

## Življenjepis
Rodil se je v družini poljskega priseljenca Longina Ambrosa, ki je prišel v ZDA tik pred drugo svetovno vojno. S sedmimi brati in sestrami je odraščal na manjši kmetiji v Vermontu, kjer je družina obdelovala zemljo, a sta starša vseeno podpirala njegovo zanimanje za znanost. Vpisal je študij biologije na Tehnološkem inštitutu Massachusettsa, po diplomi leta 1975 pa je nadaljeval doktorski študij, v sklopu katerega je raziskoval molekularno biologijo virusa otroške ohromelosti v laboratoriju nobelovca Davida Baltimorea. Leta 1979 je obranil doktorsko disertacijo na MIT.
Po doktoratu je postal raziskovalec v laboratoriju H. Roberta Horvitza, ki je zagnal program raziskav gliste C. elegans. Takrat se je začelo sodelovanje z Garyjem Ruvkunom, s katerim sta preučevala gene, udeležene v regulaciji razvoja osebkov. Odkril je gen lin-4, katerega okvara zakasni razvoj določenih znakov, in kasneje z Ruvkunom še več »heterohronih« genov, katerih izražanje vpliva na hitrost razvoja. Leta 1985 je Ambros dobil položaj raziskovalca na Univerzi Harvard, kjer je vzpostavil tudi sodelovanje z Danom Stinchcombom. Raziskave učinkov heterohronih genov so ga napeljale k zamisli, da obstaja hierarhija teh genov, ki se med seboj regulirajo. V tem času je v njegovem laboratoriju kot doktorski študent raziskoval Craig Mello, ki je za odkritje interference RNA prejel Nobelovo nagrado za fiziologijo ali medicino leta 2006.
Ruvkun je medtem delal na genu lin-14 z nasprotnim učinkom kot lin-4. Skupaj sta ugotovila, da lin-4 nadzoruje izražanje gena lin-14. To doseže s sintezo zelo kratkega zaporedja RNA iz 22 nukleotidov, ki se veže na komplementarno regijo lin-14 tik za zaporedjem, ki kodira produkt tega gena, in s tem blokira gensko prepisovanje. Nov razred je kasneje dobil ime mikro-RNA. Vendar odkritje sprva ni bilo deležno večje pozornosti in Ambros je v tem času neuspešno kandidiral za profesuro na Harvardu. Namesto tega je odšel na Kolidž Dartmouth v New Hampshireu, kjer je postal docent, in nadaljeval z raziskavami vloge genov lin-4 ter lin-14. Šele ko je Ruvkunov laboratorij odkril še več primerov regulacije izražanja genov z mikro-RNA, najprej pri C. elegans in nato pri številnih drugih živalih, je vzniknilo živahno področje raziskav mikro-RNA in njene vloge pri vrsti procesov, vključno s patološkimi.
Ambros je leta 2008 postal predavatelj na medicinski fakulteti Univerze Massachusettsa. Poleg raziskovalnega dela se posveča organizaciji strokovnih srečanj raziskovalcev, ki delajo s C. elegans kot modelnim organizmom, ob nobelovcu in soodkritelju interference RNA Andrewu Fireu pa je vodil tudi fakultetni inštitut za razvoj terapij, temelječih na RNA.

## Priznanja
Za svoje delo je s sodelavci, predvsem Ruvkunom, prejel številna strokovna priznanja s področja molekularne biologije in medicine, med njimi Canada Gairdner International Award (2008), nagrado Alberta Laskerja za temeljne medicinske raziskave (2008), nagrado Louise Gross Horwitz (2009) in Wolfovo nagrado za medicino (2014). Z Ruvkunom sta si leta 2024 razdelila tudi Nobelovo nagrado za fiziologijo ali medicino.
Leta 2011 je bil sprejet za člana Ameriške akademije umetnosti in znanosti.